# سید محمدمهدی میرباقری
سیّد محمّدمهدی میرباقری شاهرودی (زادهٔ ۱۳۴۰ قم) فقیه شیعهٔ ایرانی است که ریاست فرهنگستان علوم اسلامی قم و نمایندگی استان سمنان در مجلس خبرگان رهبری را به‌عهده دارد. او از استادان درس خارج فقه نیز به‌شمار می‌رود.
میرباقری از نظریه‌پردازان نسبت بین علم و دین است. او معتقد به جهت‌داری علوم از نظر معرفت‌شناختی است که براساس آن می‌توان علوم را به دینی و غیردینی تقسیم کرد. میرباقری در انتخابات مجلس خبرگان رهبری (۱۳۹۴) از سوی مردم استان البرز و در انتخابات مجلس خبرگان رهبری (۱۴۰۲) از سوی مردم استان سمنان به نمایندگی مجلس خبرگان رهبری برگزیده شد.
او طرفدار اسلامی‌سازی علوم، محدودیت فضای مجازی و ولایت فقیه و مخالف جهان‌بینی مولوی، حافظ و ابن عربی است. او به دائمی و ناگزیر بودن جنگ جبههٔ حق و باطل و برنامهٔ تمدنی و اجتماعی داشتن دین اسلام باور دارد.

## زندگی‌نامه

### خانواده
سید محمدمهدی میرباقری در سال ۱۳۴۰ در شهر قم در خانواده‌ای شاهرودی و اهل روستای خیج در بخش بسطام زاده شد. پدر او «سید حسن (خیاط) شاهرودی» و عموی او «سید علی میرباقری»، واعظ معروف تهران، بود. دو برادر بزرگتر او نیز در فضای دینی ایران مشهور هستند. سید ابراهیم میرباقری (۱۳۲۶–۱۴۰۰) که استاد حوزهٔ علمیهٔ تهران بود و سید محسن میرباقری (۱۳۲۸ -) که سخنران مذهبی، کارشناس صداوسیما و عضو هیئت علمی دانشگاه تربیت مربّی شهید رجائی است.
در هنگام مرگ برادر بزرگ میرباقری، «سید ابراهیم میرباقری» بر اثر تصادف در آبان ۱۴۰۰ رؤسای قوای جمهوری اسلامی ایران (رئیسی، قالیباف و محسنی اژه‌ای)، فرماندهٔ کل ارتش جمهوری اسلامی ایران (سید عبدالرحیم موسوی) و دبیر شورای عالی انقلاب فرهنگی (سید سعیدرضا عاملی) با صدور پیام‌های جداگانه خطاب به او، این اتفاق را تسلیت گفتند.

### نوجوانی و جوانی
میرباقری پس از گذراندن مقطع دبیرستان، در دوران نوجوانی دروس حوزوی را از سال ۱۳۵۴ (در ۱۴ سالگی) آغاز کرد. گفته شده که او در همین دوران فعالیت سیاسی خود را نیز علیه حکومت پهلوی آغاز کرد، هر چند در مورد جزئیات این فعالیت‌ها اطلاعاتی در دست نیست. همچنین، میرباقری در جنگ ایران و عراق شرکت داشته و عضو لشکر ۱۷ علی بن ابی‌طالب (متشکل از رزمندگان استان‌های قم، سمنان، زنجان و مرکزی) بود.

### پیشینهٔ تحصیلی

#### درس خارج
میرباقری از سال ۱۳۶۰ پنج سال در درس خارج فقه سید موسی شبیری زنجانی و درس خارج اصول سید کاظم حائری و حسین وحید خراسانی شرکت کرد و سپس با رها کردن آن دروس، از حوالی سال ۱۳۶۵ هر دوی این دروس را نزد میرزا جواد تبریزی ادامه داد و تا پایان عمر تبریزی (۱۳۸۵) شاگرد او ماند. گفته می‌شود که میرباقری جزو حلقه شاگردان خصوصی و هیئت استفتائات تبریزی نیز بود.

#### فلسفه و منطق
میرباقری در فلسفه شاگرد محمدتقی مصباح یزدی (درس نهایه‌الحکمه)، یحیی انصاری شیرازی (دروس الاشارات و التنبیهات و غرر الفرائد)، عبدالله جوادی آملی (درس اسفار اربعه) و حسن حسن‌زاده آملی (دروس طبیعیات شفا و علم هیئت) بوده است. اما بیشترین تأثیر را بر او، سید منیرالدین هاشمی برجای گذاشته است. میرباقری نزد هاشمی، «کاربردی شدن فلسفه (فلسفهٔ شُدَن)»، «روش‌شناسی علم دینی» و «فلسفه اصول فقه حکومتی» را آموخته است. وی را اصلی‌ترین ادامه‌دهنده راه سید منیرالدین هاشمی و مکتب سیاسی و فرهنگی او دانسته‌اند.

## فعالیت علمی و مذهبی
از مهم‌ترین استادان میرباقری در فقه و اصول دین، میرزا جواد تبریزی، حسین وحید خراسانی، محمدتقی بهجت، سید موسی شبیری زنجانی و جعفر سبحانی و در منطق و فلسفه حسن حسن‌زاده آملی، عبدالله جوادی آملی، محمدتقی مصباح یزدی، و سید منیرالدین هاشمی را می‌توان نام برد.

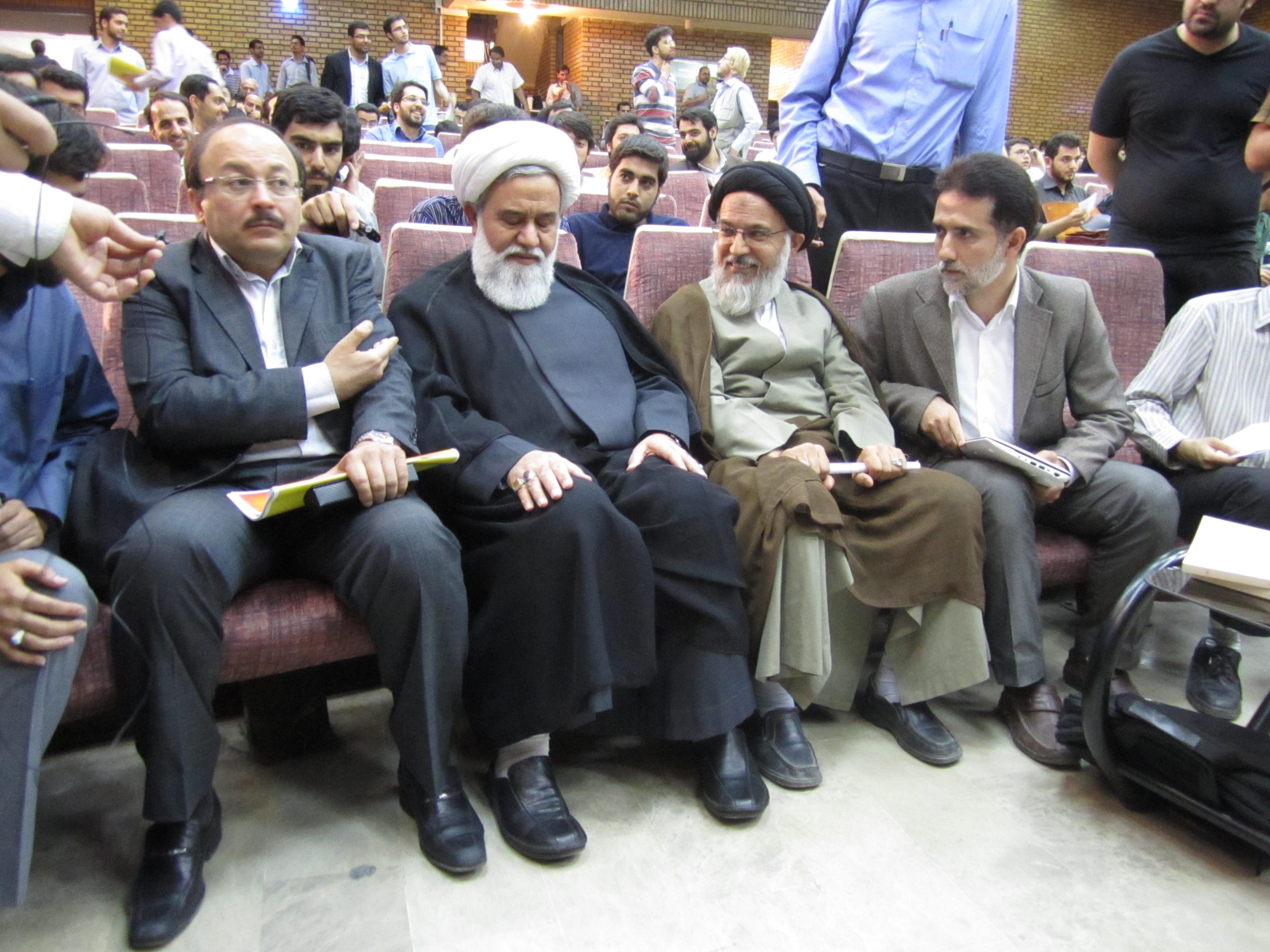
از چپ: بیژن عبدالکریمی، علی‌اکبر رشاد و محمدمهدی میرباقری در همایش علم دینی، ۹ خرداد ۱۳۹۱، دانشکده علوم اجتماعی دانشگاه تهران

### تدریس
میرباقری بین سال‌های ۱۳۵۹ تا ۱۳۶۹ همزمان با تحصیل، به تدریس دروس مقدمات و سطح حوزه پرداخت و از سال ۱۳۷۲ تدریس دروس خارج اصول و خارج فقه را در حوزه علمیه آغاز کرد.

### ریاست فرهنگستان علوم اسلامی قم
میرباقری از سال ۱۳۷۹ تاکنون ریاست فرهنگستان علوم اسلامی قم را برعهده داشته است. همچنین، او عضو هیئت امنای برخی از مؤسسات انقلابی و برخی از مدارس علمیه است.

### فعالیت به عنوان کارشناس تلویزیونی
او به مدت دو سال به عنوان کارشناس مذهبی در برنامه تلویزیونی سمت خدا در شبکه سه حضور دائمی داشت.

## کنشگری سیاسی
| سِمَت‌های علمی                | سِمَت‌های علمی                                                                        | سِمَت‌های علمی                         |
| -------------------------- | ---------------------------------------------------------------------------------- | ----------------------------------- |
| پیشین: سید منیرالدین هاشمی | رئیس فرهنگستان علوم اسلامی ۱۳۷۹–تاکنون                                             | در حال تصدی                         |
| کرسی پارلمانی              |                                                                                    |                                     |
| حوزه انتخاباتی جدید        | نماینده مجلس خبرگان رهبری نمایندهٔ استان البرز ۱۳۹۵–۱۴۰۲ متصدی همزمان: محسن کازرونی | پسین: حسین ردایی، محمدرضا فلاح تفتی |
| پیشین: سید محمد شاهچراغی   | نماینده مجلس خبرگان رهبری نمایندهٔ استان سمنان ۱۴۰۳–اکنون                           | در حال تصدی                         |

### پیش از انقلاب و جنگ
گفته می‌شود او در دوران نوجوانی علیه حکومت پهلوی فعالیت سیاسی می‌کرد و در جنگ ایران و عراق شرکت داشت. میرباقری عضو لشکر ۱۷ علی بن ابی‌طالب (متشکل از رزمندگان استان‌های قم، سمنان، زنجان و مرکزی) بود.

### فعالیت به عنوان تحلیلگر سیاسی
میرباقری علاوه بر فعالیت علمی و مذهبی، یک روحانی فعال در عرصه‌های سیاسی و فرهنگی نیز هست و برای جوانان طرفدار انقلاب ۱۳۵۷ به عنوان یک روحانیِ متفکر اجتماعی و سیاسی مخالف هاشمی رفسنجانی، سید محمد خاتمی و حسن روحانی شناخته می‌شود.

### فعالیت تبلیغی در جریان انتخابات‌های ریاست‌جمهوری
میرباقری در انتخابات ریاست‌جمهوری ۱۳۹۲ و انتخابات ریاست‌جمهوری ۱۴۰۳ از ریاست‌جمهوری سعید جلیلی و در انتخابات ریاست‌جمهوری ۱۳۹۶ و انتخابات ریاست‌جمهوری ۱۴۰۰ از ریاست‌جمهوری سید ابراهیم رئیسی حمایت کرد. او در  انتخابات ریاست‌جمهوری سال ۱۴۰۳ از مردم خواسته بود به جریانی رأی دهند که توسعه‌گرا نباشد. بلکه طرفدار استقلال و پیشرفت اسلامی-ایرانی و طرفدار نظم جدید جهانی بر پایه قطب‌های جدید قدرت و نه بر پایه قدرت‌های غربی باشد.

### عضویت در مجلس خبرگان رهبری

#### دوره پنجم مجلس خبرگان رهبری (استان البرز)
میرباقری برای نخستین بار در انتخابات مجلس خبرگان رهبری (۱۳۹۴)، طی رقابت با ۶ نامزد دیگر، با کسب ۳۴۸ هزار و ۴۳۱ رای به عنوان نماینده اول استان البرز در دوره پنجم مجلس خبرگان رهبری انتخاب شد. نمایندهٔ دوم البرز در این انتخابات، محسن کازرونی بود. میرباقری در تبلیغات انتخاباتی خود بر این نکته تأکید داشت که مأموریت مجلس خبرگان این است که بازوی تکمیلی برای نهاد ولایت فقیه که نظریه سیاسی شیعه است باشد.

#### دوره ششم مجلس خبرگان رهبری (استان سمنان)
میرباقری در دوره ششم مجلس خبرگان رهبری با بازگشت به موطن پدری خود استان سمنان، برای دومین بار به عنوان نمایندهٔ این مجلس برگزیده شد. رقیب او در این انتخابات محسن فقیهی سرشکی بود. میرباقری در این دوره، ۱۹۱ هزار و ۴۸۰ رای (معادل ۹۱ و ۴۷ صدم درصد از مجموع آرا صحیح) را کسب کرد. فقیهی سرکشیکی، رقیب او، ۱۶ هزار و ۲۲۸ رای آورد.

## گمانه‌زنی در باب احتمال جانشینی خامنه‌ای
پیش از انتخابات ریاست‌جمهوری (۱۴۰۳) برخی فعالان فضای مجازی (با محوریت یاسر جبرائیلی) ضمن انتشار نامه‌ای در پیام‌رسان‌های ایرانی ایتا و ویراستی، و درخواست‌هایی در وبسایت کارزار از مجتهدانی همچون علیرضا اعرافی، محسن اراکی و میرباقری دعوت کردند تا نامزد ریاست جمهوری شوند. در بخشی از نامهٔ جبرائیلی چنین استدلال شده بود که «برخلاف آنچه معمول و رایج شده، مقام ریاست جمهوری مقام اجرا به معنای پیمانکاری نیست؛ چه، اساساً دولت طبق سیاست‌های کلی اصل ۴۴ از فعالیت‌های پیمانکاری منع شده است! مقام ریاست جمهوری، مقام طراحی و تشخیص و تصمیم است و لذا فردی… باید در رأس قوه مجریه قرار گیرد» که «ضمن شناختِ دقیقِ نسخه‌های سرمایه‌داری، به نسخه‌های برآمده از انقلاب اسلامی اشراف و اعتقادِ راسخ داشته باشد و با شجاعت و درایت در صدد اجرای آن‌ها برآید». میرباقری که در میان این سه نفر از همه سابقه مدیریت اجرایی کلان کمتری داشت در چهارم خرداد ۱۴۰۳ به این دعوت‌ها واکنش نشان داده و طی بیانیه‌ای تقاضا کرد این دعوت‌ها متوقف شده و به جای صدورِ چنین دعوت‌نامه‌هایی، انرژیِ دعوت‌کنندگان صرفِ «گفتمان‌سازی مولفه‌های دولت انقلابی» شود.
امیر سیدین (روزنامه‌نگار) در واکنش به این دعوت، در هفتم خرداد ۱۴۰۳ یادداشتی با عنوان «خروج از مه!» در روزنامه شرق نوشت که در آن میرباقری را «احتمالاً آخرین برگ پایداری برای ماندن در عرصهٔ قدرتِ سیاسی» نامید و او را چنین توصیف کرد: «روحانی ۶۴ساله‌ای که پس از درگذشت مصباح‌یزدی، از او به عنوان پدر فکری و معنوی جریان پایداری نام برده می‌شود و هم‌اکنون نماینده سمنان در مجلس خبرگان رهبری است». سیدین دربارهٔ اخبار منتشر شده پیرامون کاندیداتوری میرباقری برای انتخابات ریاست‌جمهوری چنین نوشت: «اخباری را که از کاندیداتوری محمدمهدی میرباقری برای انتخابات قریب‌الوقوع ریاست‌جمهوری منتشر می‌شود، شاید بتوان گامی دیگر در تحقق آرمانشهر پایداریچی‌ها ارزیابی کرد، حتی اگر میرباقری برای خویش جایگاهی رفیع‌تر از جانشینی رئیس‌جمهور فقید ببیند و قائل باشد. خروج میرباقری از مه و سودای جانشینی رئیس‌جمهور فقید در شرایط فعلی، برای او و هوادارانش فرصت مغتنمی است برای مطرح‌شدن نام این روحانیِ در سایه و احتمالاً قطعه‌ای از پازل قدرت شبکه‌ای است که از دوران احمدی‌نژاد با ثروت صادق محصولی در ساخت سیاسی کشور پا گرفت و با رهبری فکری میرباقری، آینده‌ای طولانی برای خویش، در فردای بعد از فرونشستن غبار حوادث قائل است».
مهدی نصیری در سلسله یادداشت‌هایی در نقد میرباقری که در ۳۰ تیر ۱۴۰۳ در کانال تلگرامی‌اش منتشر شد، به اخبار پیرامون رهبری احتمالی میرباقری واکنش نشان داده و چنین احتمالی را بعید دانست. او مدعی شد «ممکن است به دلیل حمایت مجتبی (خامنه‌ای) از قالیباف در انتخابات اخیر، کسانی از اصحاب سعید جلیلی را آزرده خاطر کرده و آنها را متوجه فردی چون میرباقری کرده باشد اما آنان باید کاملاً حواسشان جمع باشد که ممکن است با این گرایش میرباقری را هم در وضعیت حذف قرار بدهند… این گمانه زنی که ممکن است کسانی با میرباقری هراسی قصد داشته باشند که مردم بعداً به رهبری مجتبی در انتخاب بین بد و بدتر رضایت بدهند نیز البته می‌تواند در زمره ممکنات در عالم سیاست باشد».
بابک خطی (پزشک) در یک مرداد ۱۴۰۳ با تکرار موضع نصیری، طی یادداشتی در وب‌سایت اخبار روز به شایعاتی که پیرامون خطر احتمالی رهبری میرباقری مطرح می‌شود واکنش نشان داده و نوشت: «هدف مهم دیگر از برجسته کردن وجه طالبانی میرباقری و فرقه پایداری این است که مجتبی (خامنه‌ای) یا هر گزینه‌ای که برای جانشینی مد نظر هسته قدرت است در مقام مقایسه با این فرد و گروه، طناز و دمکرات مسلک نشان داده شود، در حالی در واقعیت همگی آنها ماهیتی یکسان و اتفاقاً رابطه رئیس و مرئوسی دارند».
مسعود آذر نیز در مطلبی که ششم مرداد ۱۴۰۳ روی وب‌سایت بی‌بی‌سی فارسی انتشار یافت، با تکرار مواضع سیدین، نصیری و خطی نوشت: «بعضی از فعالان سیاسی تصمیم او را [در ردّ دعوت برای کاندیداتوری] چنین تعبیر کردند که آقای میرباقری شان و مقامی فراتر از ریاست جمهوری برای خود قائل است».
پیش‌تر، روح‌الله فقیهی در تاریخ یک ژوئن ۲۰۱۸ (یازدهم خرداد ۱۳۹۷) یادداشتی به زبان انگلیسی در وبسایت خبری المانیتور منتشر کرد که در آن به شایعهٔ انتصاب میرباقری به امامت جمعهٔ تهران (که در آن برهه در فضای داخلی ایران پخش شده بود) واکنش نشان داده و نوشته بود: «اخیراً خبرگزاری‌های داخلی از تصمیم آیت‌الله علی خامنه‌ای برای انتصاب محمدمهدی میرباقری ۵۷ ساله به امامت جمعه تهران خبر داده‌اند. نکته قابل توجه اینجاست که میرباقری خود این شایعات را رد نکرده است. رسانه‌های اصولگرا مشغول زمینه‌چینی برای انتصاب و به قدرت رسیدن احتمالی او هستند. این انتصاب برای میرباقری که هم‌اکنون ریاست فرهنگستان علوم اسلامی را بر عهده دارد، صعودی چشمگیر محسوب می‌شود… به نظر می‌رسد که مصباح یزدی دیدگاه مثبتی نسبت به میرباقری دارد. او میرباقری را «نابغه عصر حاضر» خوانده و او را به عنوان رهبر احتمالی آینده اردوگاه اصولگرا معرفی کرده است. در حال حاضر، باید منتظر ماند و دید چه اتفاقی می‌افتد. با توجه به اینکه میرباقری در مسیر احتمالی پیش روی خود رقبای کمی دارد، به نظر می‌رسد که آینده سیاسی او روشن باشد».
با این وجود، برخلاف این قبیل پیش‌بینی‌ها، میرباقری به جای فعالیت‌های سیاسی تا کنون بیشتر به فعالیت‌های علمی، دینی و تبلیغی در قم مشغول بوده است. به نظر می‌رسد او به جای رهبری سیاسی، در پی هدایت‌گری فکری و گفتمانی جریان‌های حامی انقلاب ۱۳۵۷ است. همچنین، این رویکرد با فعالیت‌های فرهنگستان علوم اسلامی قم که او سال‌هاست مدیریت آن را بر عهده دارد، هماهنگ‌تر است. این فرهنگستان به دنبال ایجاد تحول علمی و انقلاب فرهنگی در ساختارهای علم و فرهنگ است. در زمینه حکمرانی نیز، میرباقری بیشتر به دنبال تئوری‌پردازی و کمک به توسعه تئوری حکمرانی اسلامی است و تاکنون هیچ نشانه‌ای از تلاش او برای رسیدن به مناصب حکومتی وجود نداشته است. او هیچ منصب اجرایی در حکومت ندارد و تمام مسئولیت‌هایی که تاکنون پذیرفته، حوزوی یا فرهنگی بوده‌اند.

## اندیشه‌ها

### اسلام تمدنی و اجتماعی
میرباقری معتقد است که دین اسلام برای ادارهٔ اجتماع و تمدن‌سازی برنامه دارد. او مدافع اسلام حداکثری است و در تحلیل خیزش ۱۴۰۱ ایران در برنامه جهان‌آرا شبکه افق گفت: «آن‌هایی که اسلام حداقلی را پیاده کرده‌اند عامل اتفاقات این روزها هستند. ما مخالف تحصیل و اشتغال زنان نیستیم، اما با الگوی غربی آن مخالفیم».

### اسلامی‌سازی علوم و دانشگاه‌ها
به باور میرباقری، لازمهٔ ساخت تمدن و تحقق طرحِ اسلام در جهان، داشتن نظامی علمی است که از آن طرح حمایت کند و آن ویژگی‌ها را به ساختار و روابط تبدیل کند. بدین‌ترتیب، او از حامیان اسلامی‌کردن دانشگاه و علوم است: «اسلامی کردن دانشگاه یعنی دانشگاه‌ها به دنبال پیدا کردن معادلات اجتماعی باشند که برای انسان متدین و مؤمن، جامعه را ساختاربندی کند و او را به بهینگی در ارتباط با طبیعت و دیگر انسان‌ها برساند». او در تحلیل خیزش ۱۴۰۱ ایران معتقد است در غیاب تلاش جدی حاکمیت برای اسلامی کردن علوم و دانشگاه‌ها، «برخورد با رستوران‌دار و راننده و آن جوان و زنی که مرتکب بی‌حجابی شده، ظلم به آن‌هاست، چرا که این امور فقط ارتکاب جرم است، اما آن کارشناسان تصمیم‌سازی که با تبعیت از کارشناسی غربی، ساختار جامعه را تغییر داده‌اند و بی‌عفتی در جامعه دینی اقامه شده است، چهار دهه است که رها هستند و به عنوان دانشمند و کارشناس مدال هم می‌گیرند و مدام در مشکلات به همان‌ها رجوع می‌شود».

### ارتباط با جهان غرب
میرباقری مخالف ارتباط منفعلانه با جهان غرب است و معتقد است که انقلاب اسلامی ایران، آغاز احیاء دوباره اسلام از لحاظ اجتماعی و بازگشت آن به عرصه تمدنی است و برای این کار نیازمند به یک انقلاب فرهنگی و علمی هستیم، نه مبارزات سیاسی و نظامی.

### نسبت علم و دین
او نظراتِ گوناگونِ خود دربارهٔ علم و دین، دین و فناوری، دین و توسعه، و چگونگی اسلامی‌سازی علوم را در مقالات، کتاب‌ها، سخنرانی‌ها، و مصاحبه‌های مختلف بیان کرده است. او دربارهٔ نسبت بین علم و دین معتقد است هماهنگی بین منابع معرفت به صورت قهری اتفاق نمی‌افتد؛ لذا برای اسلامیت علوم، نیازمند مقید شدن معارف نقلی، عقلی و تجربی، در منزلت منطق و روش تحقیق هستیم. میرباقری معتقد است این کار امکان‌پذیر نیست، مگر اینکه مسئله «دلالت» به عنوان عنصر مشترک همه عرصه‌های معرفت مورد توجه قرار گیرد و عوامل دخیل در آن شناسایی شود. تقاریر وی از علم، ریشه در معارف دینی دارد. همچنین هدفی که او از علم ترسیم کرده است نیز دارای نکاتی اختصاصی است. او در یکی از سخنرانی‌های خود گفته است: «علم حقیقی را به کسی می‌دهند که عبد شود، اگر انسان طالب بندگی باشد، علم به او عنایت می‌شود و می‌تواند از اسرار و معارف کتاب آسمانی قرآن کریم که نزد امام زمان (عجل‌الله‌تعالی‌فرجه) است، بهره‌مند شود».

### مخالفت با جهان‌بینی عرفان ابن‌عربی، مولوی و حافظ
میرباقری معتقد است که جهان‌بینی مثنوی مولوی نمی‌تواند منبع حکمت عملی متناسب برای حضور فعال مسلمانان در جهان معاصر باشد. چرا که نمی‌تواند مفاهیمِ دینی حق و باطل و نور و ظلمت را به نحوی توضیح دهد که تقابل بین آن‌ها معنادار باشد. او به عنوان نمونه به این بیت از دفتر اول مثنوی اشاره می‌کند که «چون که بی‌رنگی اسیر رنگ شد/ موسیی با موسیی در جنگ شد» و آن را شاهدی می‌گیرد که تفکر مثنوی توان توضیح تقابل انبیاء با فرعون‌ها و نمرودها را ندارد و نمی‌تواند آن را به درستی معنا کند؛ لذا انقلاب اسلامی نمی‌تواند با این نوع حکمت عملی پیش رفته و به این طریق عرفانی تکیه کند.

او در سخنرانی شب چهارم و دهم محرم سال ۱۳۸۸ در مدرسه فیضیه قم در نقد جهان‌بینی مولوی و حافظ چنین گفته است:
من این را دارم در حوزه علمیه قم می‌گویم: با عرفان مولوی نمی‌شود جهان را اداره کرد!... در این جنگ فرهنگی این‌ها در اردوگاه دشمن‌اند؛ این‌ها اسلام آمریکایی است؛ از دل این عرفان، حکومت در نمی‌آید. البته این عرفان‌ها را می‌گویم، عرفان امام را نمی‌گویم. عرفان امام عرفانی است که از دلش حکومت در می‌آید، جنگ در مِی‌آید. [اما] از دل عرفان مولوی ببینید چه کسی درمی‌آید! الآن شاگردش کیست؟ [عبدالکریم سروش]. آیا برای کفار خطر دارد؟ منتها او رویش می‌شود حرف‌های مولوی را تا آخر می‌زند، ما دور یک جاهایی از آن را خط می‌کشیم! یک عرفان حداقلی درست کردیم و می‌خواهیم با تمدن حداکثری غرب بجنگیم! اینطور که نمی‌شود بجنگی! بصیرت یعنی درگیری اسلام و کفر را تاریخی دیدن…

توحیدی که صلح کلی باشد، خود این تلقی از توحید خلاف بصیرت است… برخی قرائت‌ها از اسلام بصیرت را از آدم می‌گیرد؛ آن قرائتی که می‌گوید: «چون که بی‌رنگی اسیر رنگ شد/ موسئی با موسئی در جنگ شد!». اگر شما اینطور گفتید، الآن هم جنگ موسی با موسی است دیگر! آدمی که قائل به این قرائت از اسلام باشد که می‌گوید: «جنگ هفتاد و دو ملت همه را عذر بنه/ چون ندیدند حقیقت ره افسانه زدند!»، می‌نشیند بالای بلندی کربلا را تماشا می‌کند و با یک نگاه عاقل اندر سفیه می‌گوید: «چون ندیدند حقیقت ره افسانه زدند!
همچنین او در فرازی دیگر از این سخنرانی‌ها، نقدِ خود را متوجه ابن عربی کرده و گفته است:
[ابن عربی] می‌گوید همه دنبال خدا هستند! من دیگر بعضی چیزهای دیگر را نقل نمی‌کنم؛ این چه قرائتی است از «اخذ برأس اخیه یجره الیه»؟ موسای کلیم موهای هارون را گرفت و پرسید: این چه بساطی است؟ چرا این‌ها گاوپرست شدند؟ آن آقا [ابن عربی] می‌گوید: «اخذ برأس اخیه یجره الیه» یعنی به هارون گفت: چه کارشان داشتی؟ این‌ها خدا را می‌پرستیدند! چرا مزاحمشان شدی؟! از دل این قرائت از اسلام و این‌طور توحید را تعریف و تفسیر کردن که صف قتال در نمی‌آید! از دل آن مبارزه و درگیری بیرون نمی‌آید! این نوع قرائت از اسلام بصیرت‌سوز است؛ اگر امیرالمؤمنین «قاسم الجنه و النار» است، آنجایی هم که مُقسم نار است، ما باید به حضرت بگوییم: دست مریزاد؛ نه فقط آنجایی که بهشتی‌ها را بهشت می‌برد. این‌طور نباشد که آن موقعی که حضرت شمشیر را می‌کشند، ما از حضرت فاصله بگیریم. فقط آن موقع که نان درب خانه فقرا و یتیمان می‌برند و بار دیگران را نیمه شب به دوش می‌کشند، دنبال حضرت امیر برویم؛ آن موقع هم که در صف قتال می‌آیند، آن موقع هم کنار حضرت امیر باشیم؛ آنجایی که حضرت شمشیر می‌زنند بگوییم: دست مریزاد و آنجا هم که دست نوازش می‌کشند، بگوییم: دست مریزاد.

### حوزه علمیه
وی قائل به ضرورت توجه حوزه‌های علمیه به مصالح و مفاسد واقعی مسلمانان بوده و در مورد نقش حوزه‌های علمیه گفته است: «امروز وظیفه و رسالت حوزه‌های علمیه این است جلوی نفوذ دشمن در دنیای اسلام و جامعه مسلمین را بگیرند».

### محدودیت فضای مجازی
مهدی میرباقری معتقد به محدودیت شدید فضای مجازی است و اینترنت را بساط شیطان می‌داند. او باور دارد حکمرانی جمهوری اسلامی بر مجازی ممکن نیست. چون این مسئله مبتنی بر ایدئولوژی غربی است: «این که گمان کنیم حضرت (امام دوازدهم شیعیان) می‌آیند از موبایل و ماهواره و اینترنت استفاده می‌کنند اوهام است. اینها بساط شیطان است. وقتی بساط نور می‌خواهد در عالم پهن بشود این بساط جمع می‌شود» و «ارتباط ما یا از طریق ارتباط با خدا و اولیای خدا می‌گذرد که منجر به خیر می‌شود یا از طریق ارتباط با شیطان است که شر می‌شود.».

### جنگ دائمی جبههٔ حق و باطل
تقابل جبهه حق و باطل از دید محمدمهدی میرباقری بدین گونه است: «ما قائل به صلح هستیم ولی صلح پایدار که بعد از یک جنگ و جهاد پایدار است و تا این جهاد پایدار را پشت سر نگذارید و جبهه باطل را حذف نکنید، صلح پایدار در عالم برقرار نمی‌شود.» و «ساده لوحی و سطحی‌نگری است که بگوییم ما هم طرفدار صلحیم، باید فتنه را جمع کنید تا صلح واقع بشود. باید از یک جنگ طولانی عبور کنیم و اصلاً جای کوتاه آمدن نیست».

### ولایت مطلقه فقیه
محمدمهدی میرباقری می‌گوید دولت باید کمترین تصدی‌گری و ولایت باید بیشترین تصدی‌گری را داشته باشد و دولت در عمل زیر دست و مجری دستورات ولی فقیه باشد. همچنین مجلس خبرگان رهبری حق نظارت بر رهبری را ندارد بلکه باید به «حمایت از رهبر» بپردازد.

### گرانی
او دربارهٔ گرانی و سختی کشیدن مردم گفته بود: «چه کسی است که نداند مردم عزیز ما در سختی هستند و گرانی و کمبود بر طبقه مستضعف فشار می‌آورد، ولی هیچ‌کس هم نیست که نداند پشت کردن به فرهنگ دول دنیای امروز و پایه‌ریزی فرهنگی جدید بر مبنای اسلام در جهان و برخورد قاطع اسلامی با آمریکا و شوروی، فشار و سختی و شهادت و گرسنگی را به دنبال دارد و مردم ما این راه را خود انتخاب کرده‌اند و بهای آن را هم خواهند پرداخت و بر این امر هم افتخار می‌کنند». این گفته‌های او باعث واکنش‌های بسیار شد.

### کرونا
میرباقری ویروس کرونا را پدیده‌ای فراتر از یک پدیدهٔ یک‌بُعدیِ بهداشتی و پزشکی دانسته بود: «امروز این بیماری با تهدیدِ سلامت بشر و مخیر کردن بشر بین انتخاب سلامتی یا انتخاب پیوستارهای کنونی، فضای سیاست، فرهنگ و اقتصادِ جهانی را به‌شدت تحت‌تأثیر قرار داده است. این بیماری نوعی گسست اجتماعی ایجاد کرده است، به طوری که بعضی از صاحب‌نظران جهانی دربارهٔ دنیای پساکرونا شروع به نظریه‌پردازی کرده‌اند. این حوادث نشان می‌دهد که این واقعه، جدی‌تر و فراتر از یک پدیدهٔ یک‌بُعدیِ بهداشتی و پزشکی است». او احتمال داده بود که ممکن است «دست‌های پشت صحنه» با استفاده از کرونا به دنبال حکمرانی مجازی بر دنیا باشند.

### گفت‌وگو
- سید منیرالدین هاشمی‏‫، مدرنیته و تنزل منزلت انسانی: آخرین گفت و گوی علمی مرحوم استاد سید منیرالدّین حسینی‌شیرازی با استاد سید محمدمهدی میرباقری، قم: تمدن نوین اسلامی‏‫، ۱۳۹۴. ‭‬

### دربارهٔ میرباقری
- در شناخت غرب: تحول‌خواهی مذهبی در میانه اسلام و تجدد، تحقیق، تقریر و تألیف حسین مهدیزاده؛ تقریری آزاد از نظریهٔ غرب‌شناسی سید محمدمهدی میرباقری، قم: تمدن نوین اسلامی‏‫، ۱۳۹۶. ‬